# Pueblo alemán
El pueblo alemán (en alemán: Deutsche, pronunciado /ˈdɔɪ̯t͡ʃə/ (escucharⓘ)) es un grupo étnico que desciende de varias tribus germánicas que habitaban lo que sería posteriormente conocido como la zona de habla alemana de Europa.
Con la fundación de la nación moderna que surge de la Unificación alemana que finalizó en 1871 y no incluyó todo el territorio de habla alemana de Europa, el término alemanes pasó también a designar a los residentes de esta nación. Dentro de la Alemania moderna, los alemanes en este sentido han quedado definidos por su ciudadanía (alemanes federales, Bundesdeutsche), que se distingue de los pueblos con raíces alemanas (Deutschstämmige). Históricamente, en el contexto del Imperio alemán (1871-1918) y posteriormente, los ciudadanos alemanes (alemanes imperiales, Reichsdeutsche) eran diferenciados de los alemanes étnicos (Volksdeutsche).
Durante el siglo XIX y gran parte del siglo XX, las discusiones sobre la identidad alemana estuvieron dominadas por los conceptos de un idioma, una cultura, una ascendencia y una historia comunes. Hoy en día, el idioma alemán se considera ampliamente como el criterio principal, aunque no exclusivo, de la identidad alemana. Aproximadamente 100 millones de personas cuya lengua materna es el alemán, unos 66-75 millones se consideran alemanes. Existen, además, 80 millones de personas de ascendencia alemana en Argentina, Australia, Brasil, Canadá, Chile, Estados Unidos, Francia, México, Polonia, Paraguay, Perú, Rusia, Uruguay y Venezuela. La mayoría de los alemanes residentes en otros países no tienen el alemán como lengua materna. Se estima que hay entre 100 y 150 millones de alemanes en la actualidad, la mayoría de los cuales viven en Alemania, donde constituyen la mayor parte de la población. También hay poblaciones considerables de alemanes en Austria, Suiza, Estados Unidos, Brasil, Francia, Kazajistán, Rusia, Argentina, Canadá, Polonia, Italia, Hungría, Australia, Sudáfrica, Chile, Paraguay y Namibia.
En la actualidad, los nacionales y oriundos de países y territorios fuera de Alemania donde la mayoría de la población habla alemán —como Austria, Suiza, Bélgica, Liechtenstein y Luxemburgo— han desarrollado su propia identidad nacional y no se refieren a sí mismos como alemanes en el contexto moderno.

## Nombre

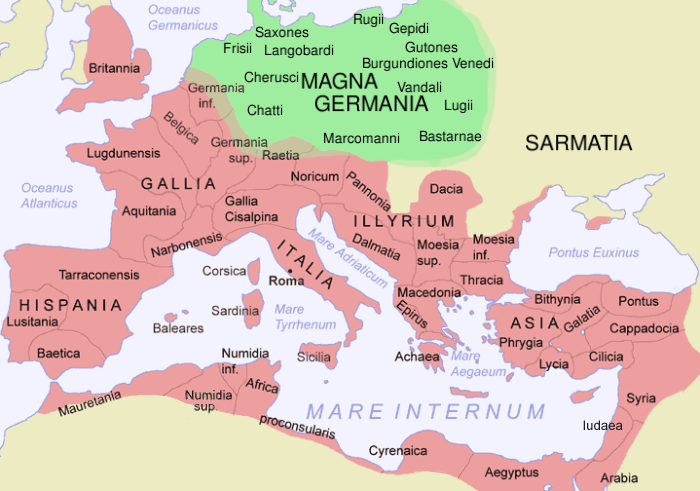
Mapa del Imperio romano y Germania Magna a principios del.

La palabra alemana Deutsche tiene sus orígenes en la palabra diutisc (de diot que significa 'gente') del alto alemán antiguo, refiriéndose al idioma germánico "de la gente". No está claro que tan común, o si fue usado alguna vez, este término fue utilizado como un etnónimo en alto alemán antiguo.
Su uso como un sujeto, ein diutscher en el sentido de "un alemán" surge en el alto alemán medio, evidenciado desde la segunda mitad del siglo XII.
El término alemans del francés antiguo es tomado del nombre del pueblo alamán. Mientras que la mayoría las lenguas romances adoptaron este término (hasta el día de hoy), otros idiomas usan una palabra de raíces diferentes para referirse a los alemanes, como es el caso del italiano que utiliza el término del nórdico antiguo (tedeschi) o los términos finlandeses y estonios que utilizan el término sajones (saksalaiset o sakslased).

## Historia

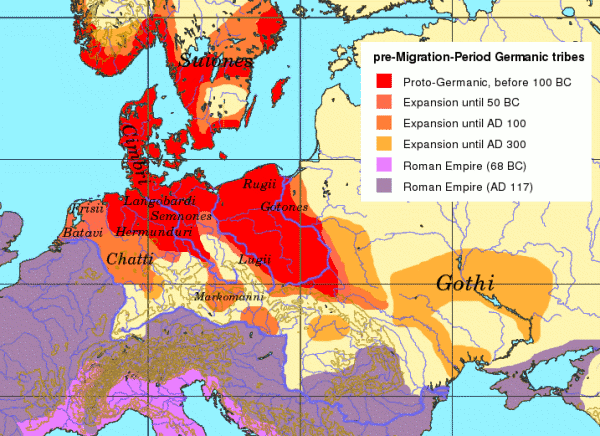
Distribución geográfica de las tribus germánicas hacia los años 100 - 300.

Históricamente los alemanes estuvieron divididos en varios pueblos o comunidades diferentes. Así durante la Edad Media la lengua común en el norte de Alemania fueron diversos dialectos del bajo alemán medio, una lengua que comparte numerosas isoglosas con el neerlandés, mientras que el centro y sur de Alemania la lengua predominante era el alto alemán medio. En la parte oriental existían numerosos hablantes de lenguas eslavas occidentales, especialmente de polabo y sorabo. Los pueblos germanos desde la antigüedad se habían reconocido como pueblos emparentados, si bien no tuvieron una unidad política y frecuentemente guerreaban entre ellos, se distinguían a sí mismos como colectivos, de los pueblos eslavos y de los romanos y otros pueblos de Europa.
Las dos principales comunidades lingüísticas alemanas (la del alto alemán y la del bajo alemán) migraron claramente durante la Edad Media hacia zonas eslavas en la llamada Ostsiedlung. 
La liga hanseática ligó los pueblos del norte de Alemania con comunidades escandinavas y bálticas, mientras que el centro y sur de Alemania era otro ámbito cultural diferente. En ese período ambas comunidades formaban parte de una unidad política, altamente descentralizada que era el Sacro Imperio Romano Germánico, el tratado de paz de Westfalia en 1648, dejó un territorio que posteriormente se convertiría en la actual Alemania. La contrarreforma sumó a la división lingüística del país, la división religiosa, ya que el sur y oeste de Alemania seguiría siendo fundamentalmente católico, mientras que los luteranos eran más numerosos en el norte. [cita requerida]

## Nacionalismo
Al igual que en otros países de Europa, el nacionalismo llegó a Alemania durante el siglo XVIII y siglo XIX. El nacionalismo alemán se basó tradicionalmente en el idioma y la cultura, debido a la falta de un estado centralizado. El objetivo del nacionalismo alemán en el siglo xix fue unificar los diversos estados más pequeños en un Estado nacional alemán único. Durante el siglo XIX se creó una forma estandarizada de alemán usado en la administración sobre la base del alto alemán. Desde mediados del siglo XIX el bajo alemán empezó a perder prestigio frente a la nueva forma de lengua estandarizada (si bien durante la Edad Media el bajo alemán había tenido mucho prestigio al ser la lengua oficial de la Liga hanseática).
La supresión francesa y las Guerras Napoleónicas, son consideradas como las principales causas del nacionalismo surgido en los estados alemanes. A partir de la confrontación contra Francia, y el surgimiento del imperialismo ruso en Europa oriental, los alemanes progresivamente empezaron a identificarse más con la administración de su país. Hasta entonces habían predominado las lealtades o sentimientos patrióticos hacia la propia ciudad o región de origen.

## Religión

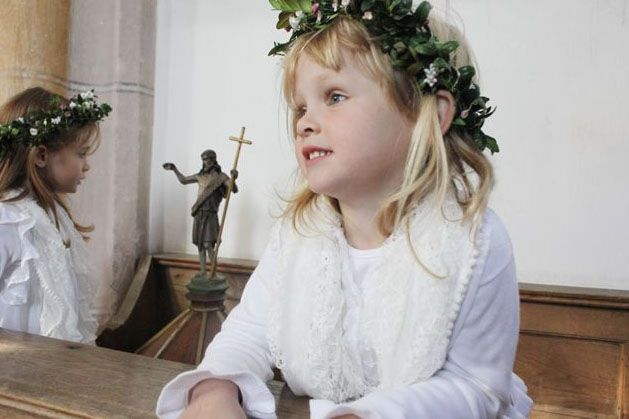
Bautismo infantil según el rito católico romano en Baviera.

El cristianismo se introdujo en la zona de la Alemania moderna hacia el año 300 d. C. y quedó completamente cristianizado en la época de Carlomagno en los siglos VIII y IX. Después de la Reforma iniciada por Martín Lutero a principios del siglo XVI, muchas personas abandonaron la Iglesia católica y se volvieron protestantes, principalmente luteranos y calvinistas. El 59,4% de la población alemana pertenece a denominaciones cristianas: el 30% son católicos romanos y el 29% están afiliados al protestantismo. (las cifras se conocen con exactitud porque Alemania impone un impuesto eclesiástico a quienes revelan una afiliación religiosa).
El norte y el este son predominantemente protestantes, el sur y el oeste predominantemente católicos. Hoy en día existe una mayoría no religiosa en Hamburgo y en los antiguos estados de Alemania del Este. Alemania estuvo, en un momento, casi en su totalidad dentro del Sacro Imperio Romano Católico, pero también fue la fuente de reformadores protestantes como Martín Lutero. Durante el Kulturkampf (desde aproximadamente 1872 hasta 1886), el gobierno se opuso a la Iglesia católica.
Históricamente, Alemania tuvo una importante población judía. Sólo unos pocos miles de personas de origen judío permanecieron en Alemania después del Holocausto, pero la comunidad judía alemana cuenta ahora con unos 100 000 miembros, muchos de ellos procedentes de la antigua Unión Soviética. Alemania también tiene una importante minoría musulmana, la mayoría de los cuales son de Turquía.
En la actualidad, los alemanes son principalmente cristianos, dividiéndose equitativamente entre protestantes y católicos. Históricamente los protestantes superaban a los católicos, representando dos terceras partes del país, principalmente en la zona norte. Con la pérdida de las regiones protestantes luego de la Segunda Guerra Mundial, sumado además al aumento del agnosticismo y ateísmo en la región este del país, la población protestante disminuyó hasta llegar a un porcentaje similar al que representa el catolicismo. Hoy en día existen regiones rurales y urbanas en donde el cristianismo ha dejado de predominar (principalmente las regiones que antes pertenecían a la Alemania del bloque Este). [cita requerida] Por otra parte, la inmigración ha traído principalmente católicos (italianos, polacos y croatas).